# Gai Cecili Metel Caprari
Gai Cecili Metel Caprari (en llatí: Lucius Caecilius Q. F. Q. N. Metellus Caprarius) va ser un magistrat romà. Era fill de Quint Cecili Metel Macedònic. Formava part de la gens Cecília, i era de la branca familiar dels Metel. L'origen del seu sobrenom "Caprarius" és desconegut.
Va servir com a legat militar amb Escipió al setge de Numància l'any 133 aC, i el mal tracte que va rebre d'Escipió podria ser a causa de l'enemistat del seu pare amb aquest general i no per manca de mèrits de Metel. L'any 113 aC va ser cònsol amb Gneu Papiri Carbó i va anar a Macedònia on va fer la guerra als tracis, als quals va sotmetre ràpidament. Va obtenir els honors del triomf a conseqüència d'aquestes victòries, el mateix any i el mateix dia que el seu germà Marc Cecili Metel. Va ser censor el 102 aC amb Metel Numídic i després va procurar, juntament amb el seu germà Luci Cecili Metel Diademat, que Numídic tornés del seu exili l'any 99 aC.